# シェル級ミサイル艇
| シェル級ミサイル艇 | シェル級ミサイル艇                                   | シェル級ミサイル艇                  |
| ------------------ | ---------------------------------------------------- | ----------------------------------- |
|                    |                                                      |                                     |
| 艦級概観           |                                                      |                                     |
| 艦種               | ミサイル艇                                           | ミサイル艇                          |
| 前級               | ハウク級                                             | ハウク級                            |
| 次級               | ‐                                                    | ‐                                   |
| 性能諸元           |                                                      |                                     |
| 排水量             | 満載：260トン                                        | 満載：260トン                       |
| 全長               | 46.79 m                                              | 46.79 m                             |
| 全幅               | 13.50 m                                              | 13.50 m                             |
| 喫水               | 2.25 m (エアクッション航走時0.83 m)                  | 2.25 m (エアクッション航走時0.83 m) |
| 機関               | CODOG方式                                            | CODOG方式                           |
| 機関               | アリソン571-KF9ガスタービンエンジン (8,160 shp)      | 2基                                 |
| 機関               | MTU 6R183ディーゼルエンジン (500 bhp)                | 2基                                 |
| 機関               | KaMeWa 80S2ウォータージェット推進器                  | 2軸                                 |
| 機関               | (浮揚用) MTU 12V183 TE92ディーゼルエンジン (985 bhp) | 2基                                 |
| 速力               | 55ノット                                             | 55ノット                            |
| 航続距離           | 800海里 (40kt巡航時)                                 | 800海里 (40kt巡航時)                |
| 定員               | 20名                                                 | 20名                                |
| 兵装               | 76mmスーパーラピッド砲                               | 1基                                 |
| 兵装               | SIMBAD連装近接防空ミサイル発射機                     | 1基                                 |
| 兵装               | NSM SSM 4連装発射筒                                  | 2基                                 |
| 兵装               | シープロテクターRWS                                  |                                     |
| C4I                | SENIT-2000戦術情報処理装置                           | SENIT-2000戦術情報処理装置          |
| レーダー           | MRR-3D-NG 3次元式                                    | 1基                                 |
| レーダー           | CEROS 200 砲射撃指揮用                               | 1基                                 |
| 電子戦             | CS-3701電波探知妨害装置                              | CS-3701電波探知妨害装置             |
| 電子戦             | MASSデコイ発射機                                     | 1基                                 |

シェル級ミサイル艇（ノルウェー語: Skjold-klassen Missiltorpedobåt）は、ノルウェー海軍のミサイル艇の艦級。計画名はSMP 6081。
なお、ネームシップの艇名である«Skjold»とは、「盾」を意味するノルウェー語である。

## 設計
本級の特徴は、側壁型エアクッション船（SES）型の採用とステルス艦化である。レーダー反射断面積（RCS）低減の要請から、船体はガラス繊維強化プラスチック（GRP）製とされている。また赤外線・音響シグネチャーの低減にも意が払われている。
SES船については、ノルウェー海軍では既に1995年よりオークソイ級掃海艇を就役させて、良好な運用実績を得ていた。しかし同級では最大速度30ノットであったのに対し、本級では55ノットとされ、海上公試では57.1ノットを記録している。実験艇を兼ねていたネームシップでは、シーステート3という海況下で44ノットを記録、また下記の米海軍へのリースに伴って2001年9月に行われた大西洋横断航海の際にも、全航程を平均して49ノットという速力を記録した。なお、右の諸元表に示した主機構成はこのネームシップのものであり、2番艇以降の量産型では、ガスタービン主機関を、より強力なロールス・ロイス-アリソン571-KF11に変更しているとも言われている。
現代の艦船では珍しく灰単色の低視認塗装ではなくフェリス迷彩風のパターンを施している。

## 配備
当初はストルム級およびスネッグ級を更新するため24隻の配備が計画されていた。
1996年8月30日、クバーナー・マンデール社は3億ドルで実験艇（ネームシップ）の建造を受注した。そして1999年、同艇を用いた15ヶ月の公試ののち、5隻ないし7隻の建造が発注された。当時の計画では、最終艇は2004年に就役する予定であったが、1997年に、量産型の建造開始を2006年まで遅らせることが発表された。1998年には、造船能力維持の観点から、これは2000年まで前倒しされることになったが、2000年、国防大臣は、計画を全面的に破棄して、実験艇も2002年までに退役させると発表した。しかし2001年から2002年にかけて実験艇がアメリカ海軍にリースされ、非常に良好な評価を受けたことから、実験艇の就役継続と5隻の追加建造が決定された。なお、アメリカ海軍の沿海域戦闘艦計画では、レイセオン社が本級に基づき拡大発展させた設計案を提出したが、採用はされなかった。
2020年5月29日、ノルウェー海軍はシェル級ミサイル艇の近代化改修を2020年から2024年の間に行い、2030年まで運用可能にすると発表した。この近代化改修は、2018年に沈没し全損となったフリゲート「ヘルゲ・イングスタ」の代替を図る取り組みの1つとされている。
| #    | 艦名                 | 進水           | 就役           |
| ---- | -------------------- | -------------- | -------------- |
| P960 | シェル KNM «Skjold»  | 1998年9月22日  | 1999年4月17日  |
| P961 | ストルム KNM «Storm» | 2006年10月30日 | 2010年9月9日   |
| P962 | スクッド KNM «Skudd» | 2007年5月3日   | 2010年10月28日 |
| P963 | スタイル KNM «Steil» | 2008年1月15日  | 2011年6月30日  |
| P964 | グリムト KNM «Glimt» | 2008年8月15日  | 2012年4月30日  |
| P965 | グニスト KNM «Gnist» | 2009年5月18日  | 2012年11月7日  |